# Universidade Militar Nueva Granada
A Universidade Militar Nueva Granada (UMNG) (Espanhol: Universidad Militar Nueva Granada), é uma instituição pública de ensino superior. A universidade está localizada em Bogotá na Colômbia.